# 노자와 마사코
노자와 마사코(일본어: 野沢雅子, 1936년 10월 25일 ~ )는 일본의 성우이다. 아오니 프로덕션 소속. 애니메이션 《게게게의 기타로》의 기타로 역. 《은하철도 999》의 데쓰로(철이) 역, 《드래곤볼》의 손오공 역으로 유명하다. 그렇기에 부자도 모두 동일 성우. 남편은 같은 성우인 쓰카다 마사아키. 원래는 아오니 프로덕션에 탈퇴하고 프로덕션 바오밥, 81프로듀스, 오피스 노자와(대표이사) 등 소속해 있었으나 오피스 노자와는 해산하고 2012년 4월 1일 부로 아오니 프로덕션에 재소속되었다.

## 출연작

### 텔레비전 애니메이션
1989년
- 드래곤볼Z - 손오공 / 손오반 / 손오천 / 버독 / 오지터 / 베지트

1996년
- 드래곤볼GT - 손오공 / 오지터 / 손오반 / 손오천

2003년
- 디지몬 테이머즈 - 길몬 / 듀크몬

2010년
- 드래곤볼 카이 - 손오공 / 손오반

2015년
- 드래곤볼超 - 손오공 / 손오반 / 베지트 / 손오천

### 극장판 애니메이션
2018년
- 드래곤볼 슈퍼: 브로리 - 손오공 / 오지터 / 버독